# St. Mauritius (Oberauerbach)

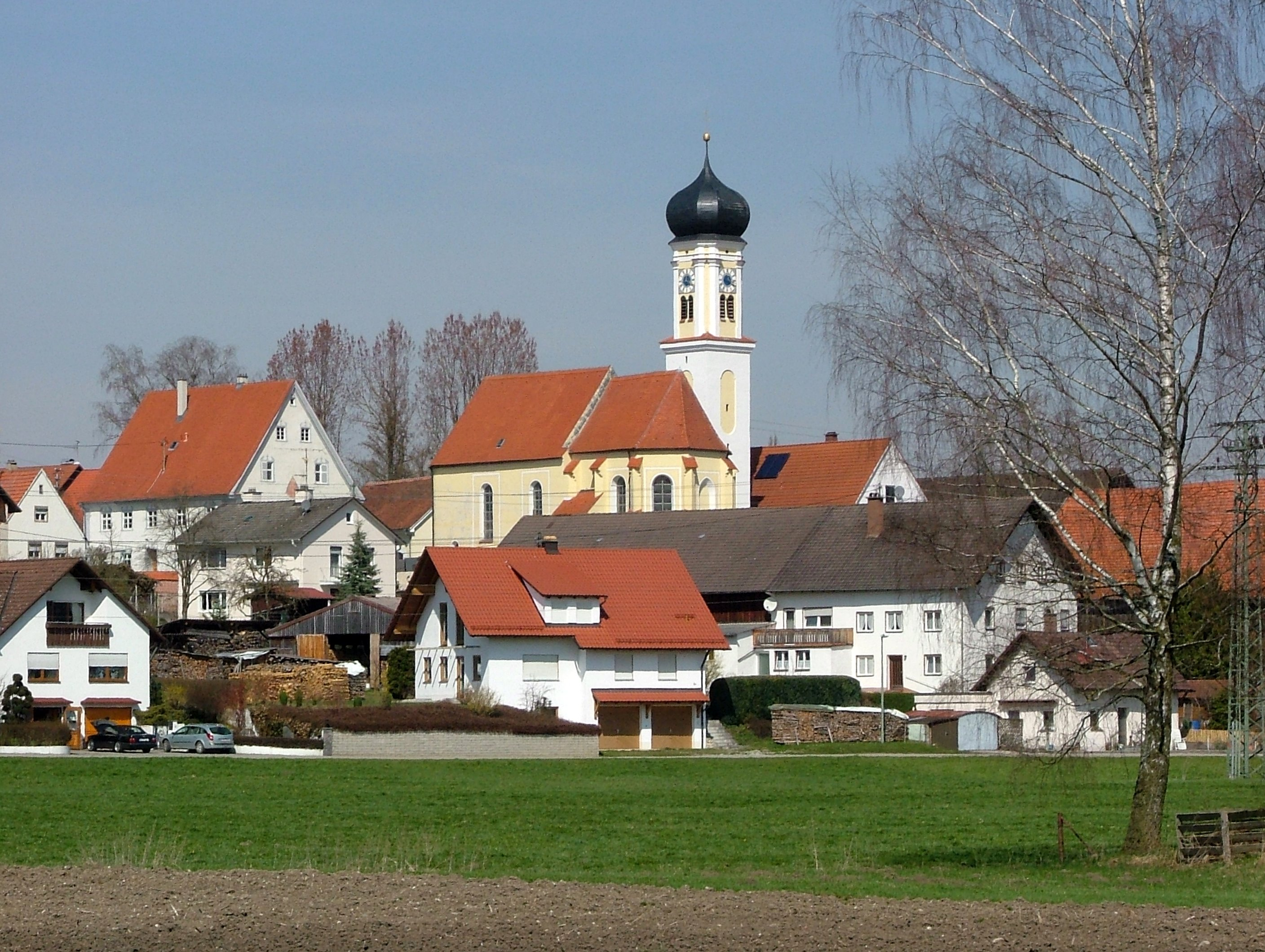
St. Mauritius in Oberauerbach

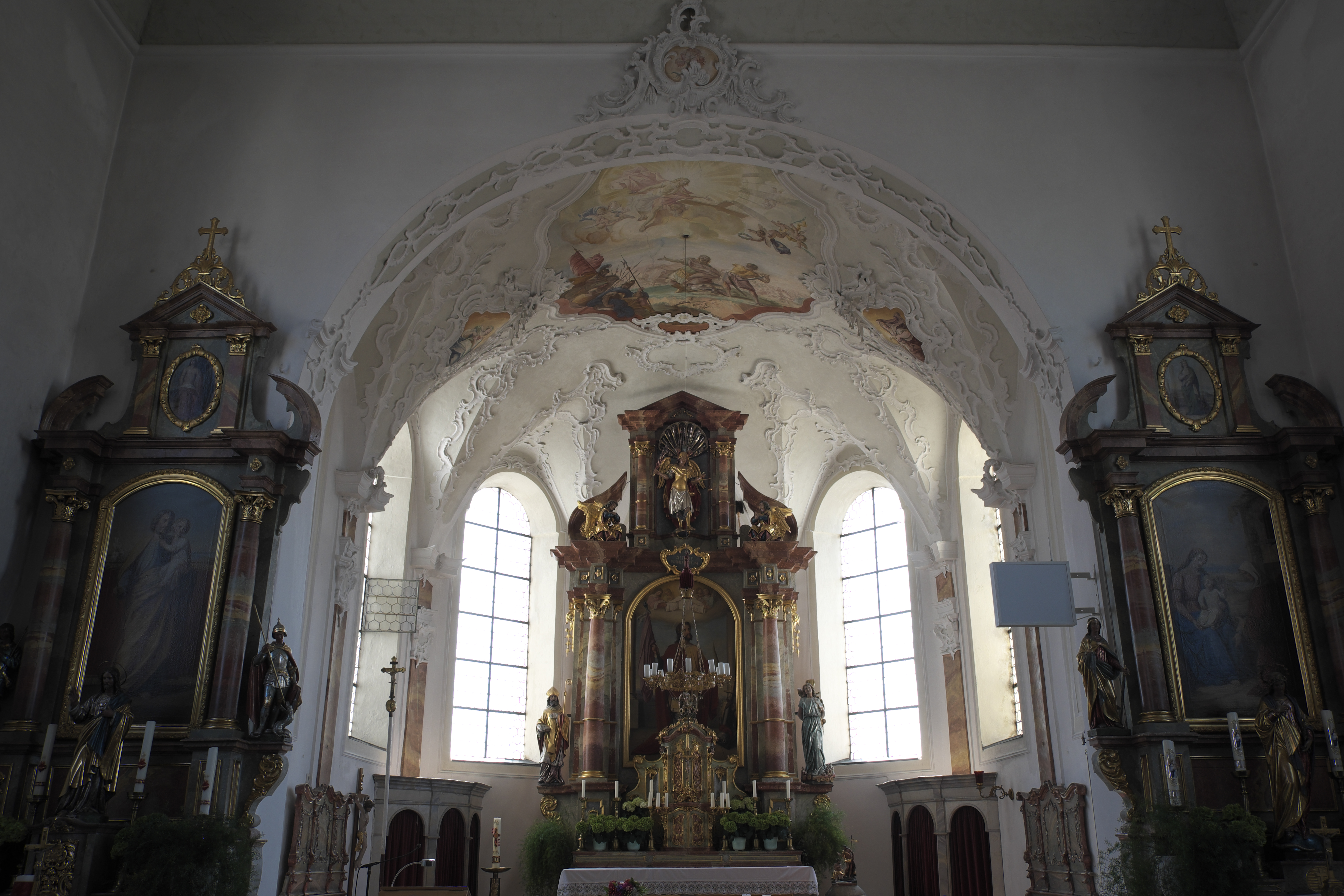
Innenansicht

Die römisch-katholische Pfarrkirche St. Mauritius steht in Oberauerbach, einem Stadtteil von  Mindelheim im schwäbischen Landkreis Unterallgäu in Bayern. Das denkmalgeschützte Bauwerk ist in der Liste der Baudenkmäler in Mindelheim unter der Nr. D-7-78-173-173 eingetragen. Die Pfarrei gehört zum Dekanat Mindelheim des Bistums Augsburg.

## Beschreibung
Die im frühen 16. Jahrhundert errichtete Saalkirche wurde um 1753 umgestaltet. Sie besteht aus einem Langhaus, einem eingezogenen, dreiseitig geschlossenen Chor im Osten und einem Chorflankenturm an der Nordwand des Chors. Er wurde mit einem Geschoss mit Pilastern an den Ecken aufgestockt, das die Turmuhr und den Glockenstuhl beherbergt, und mit einer Zwiebelhaube bedeckt. 
Der Innenraum des Langhauses ist mit einer Flachdecke überspannt, der des Chors mit einem Stichkappengewölbe. Über dem Chorbogen befindet sich in einer Kartusche das Wappen des Klosters Rottenbuch. Die Fresken im Chor hat 1753 Johann Baptist Enderle geschaffen. Ein Gemälde stammt von Joseph Kober. Auf dem Altarretabel des 1864 gebauten Hochaltars ist der heilige Mauritius dargestellt.